# Hadrach
Hadrach (en hebreo: דְרָךְ)‎ es un nombre bíblico, que denota un lugar, un rey o una deidad venerada en los límites de Damasco. Solo se menciona una vez en la Biblia: Zacarías 9: 1. Se cree que estaría al norte del Líbano.
Según George L. Klein, Hadrach ha sido identificada con el nombre de un lugar asirio llamado Hatarikka, o Hazrik aramea (la capital de Luhuti posiblemente ubicado en Tell Afis.